# Великоцепцевицька сільська рада
Великоцепцевицька сільська́ ра́да — колишній орган місцевого самоврядування в Володимирецькому районі Рівненської області. Адміністративний центр — село Великі Цепцевичі.

## Загальні відомості
- Великоцепцевицька сільська рада утворена в 1940 році.
- Територія ради: 90,417 км²
- Населення ради: 3 420 осіб (станом на 2001 рік)
- Територією ради протікає річка Горинь.

## Населені пункти
Сільській раді були підпорядковані населені пункти:
- с. Великі Цепцевичі
- с. Нетреба

## Склад ради
Рада складалася з 20 депутатів та голови.
- Голова ради: Сівта Сергій Дмитрович
- Секретар ради: Смулка Тетяна Миколаївна

### Керівний склад попередніх скликань
| ПІБ                        | Основні відомості                                                 | Дата обрання | Дата звільнення |
| -------------------------- | ----------------------------------------------------------------- | ------------ | --------------- |
| Пикусь Степан Семенович    | Сільський голова, 1955 року народження, безпартійний              | 26.03.2006   | 31.10.2010      |
| Козярець Сергій Степанович | Сільський голова, 1969 року народження, освіта вища, безпартійний | 31.10.2010   | 08.09.2013      |
| Сівта Сергій Дмитрович     | Сільський голова, 1978 року народження, освіта вища, безпартійний | 25.05.2014   |                 |

Примітка: таблиця складена за даними сайту Верховної Ради України